# Cicurina intermedia
Espèce
Synonymes
- Cicurina minnedoka Chamberlin & Ivie, 1940

Cicurina intermedia est une espèce d'araignées aranéomorphes de la famille des Cicurinidae.

## Distribution
Cette espèce se rencontre aux États-Unis en Utah, en Arizona, au Montana, en Idaho et au Washington et au Canada en Colombie-Britannique et en Alberta,.

## Description

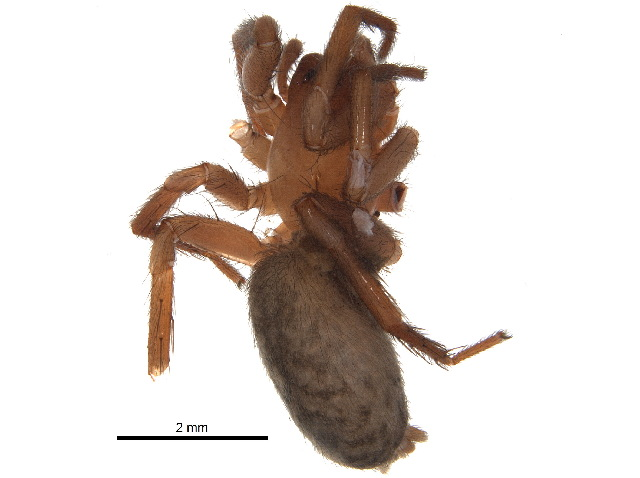
Cicurina intermedia

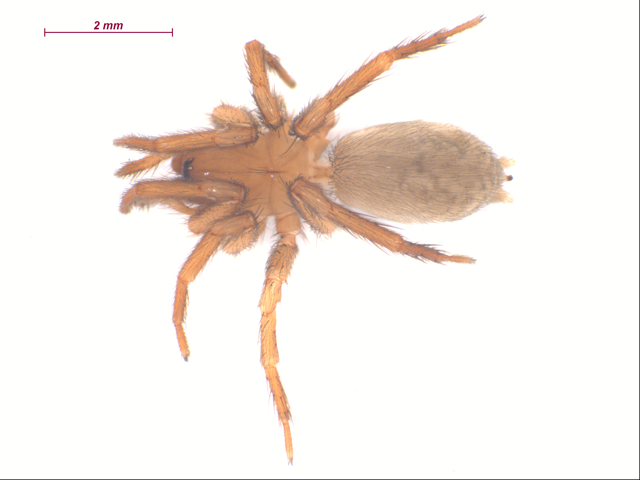
Cicurina intermedia

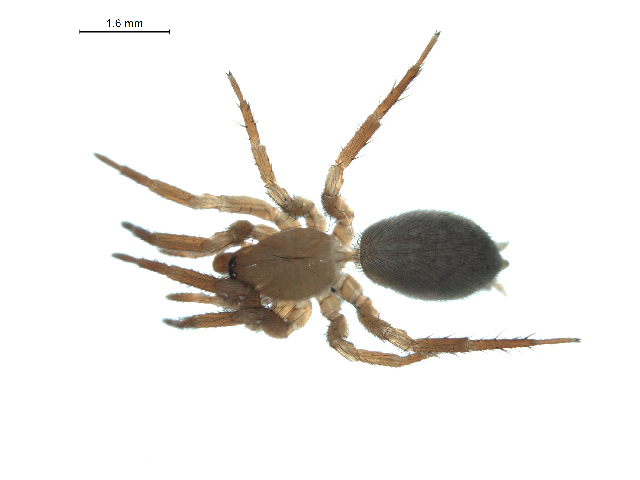
Cicurina intermedia

Le mâle syntype mesure 4,7 mm et la femelle syntype 6 mm.
Les mâles mesurent de 4,00 à 4,90 mm et les femelles de 4,30 à 6,00 mm.

## Systématique et taxinomie
Cette espèce a été décrite par Chamberlin et Ivie en 1933.
Cicurina minnedoka. a été placée en synonymie par Roth et Brown en 1986.

## Publication originale
- Chamberlin & Ivie, 1933 : « Spiders of the Raft River Mountains of Utah. » Bulletin of the University of Utah, Biological Series, vol. 23, no 4, p. 1-79.